# Alerte à la bombe (criminalité)
Pour les articles homonymes, voir Alerte à la bombe.
Une alerte à la bombe est une menace de faire exploser une bombe dans un immeuble ou à un autre endroit. 

## Fausse alerte
Une fausse alerte à la bombe est un comportement criminel qui consiste à faussement alerter les autorités de l'existence d'une bombe.
Souvent, il s'agit de provoquer la fermeture de l'endroit en question, par exemple un élève délinquant qui veut obtenir la fermeture de son école pendant une journée et qui décide par conséquent de faire un appel à la bombe sur l'établissement d'enseignement.

### Droit par pays

#### Canada
En droit canadien, un tel geste est puni sous les infractions criminelles suivantes dans le Code criminel :  
- incitation à craindre des activités terroristes (art. 83.231[1] C.cr.)
- menaces de provoquer la mort (art. 264.1 C.cr.[2])
- provoquer la perte de jouissance des lieux (art. 430 c) C.r. [3]).

L'affaire Hisham Saadi est un cas médiatisé où un suspect a subi un procès pour alerte à la bombe. Le prévenu a reçu une peine d'incarcération  de 18 mois assortie d'une probation d'une durée de trois mois incluant un suivi .